# Lista de canções digitais número um nos Estados Unidos em 2013

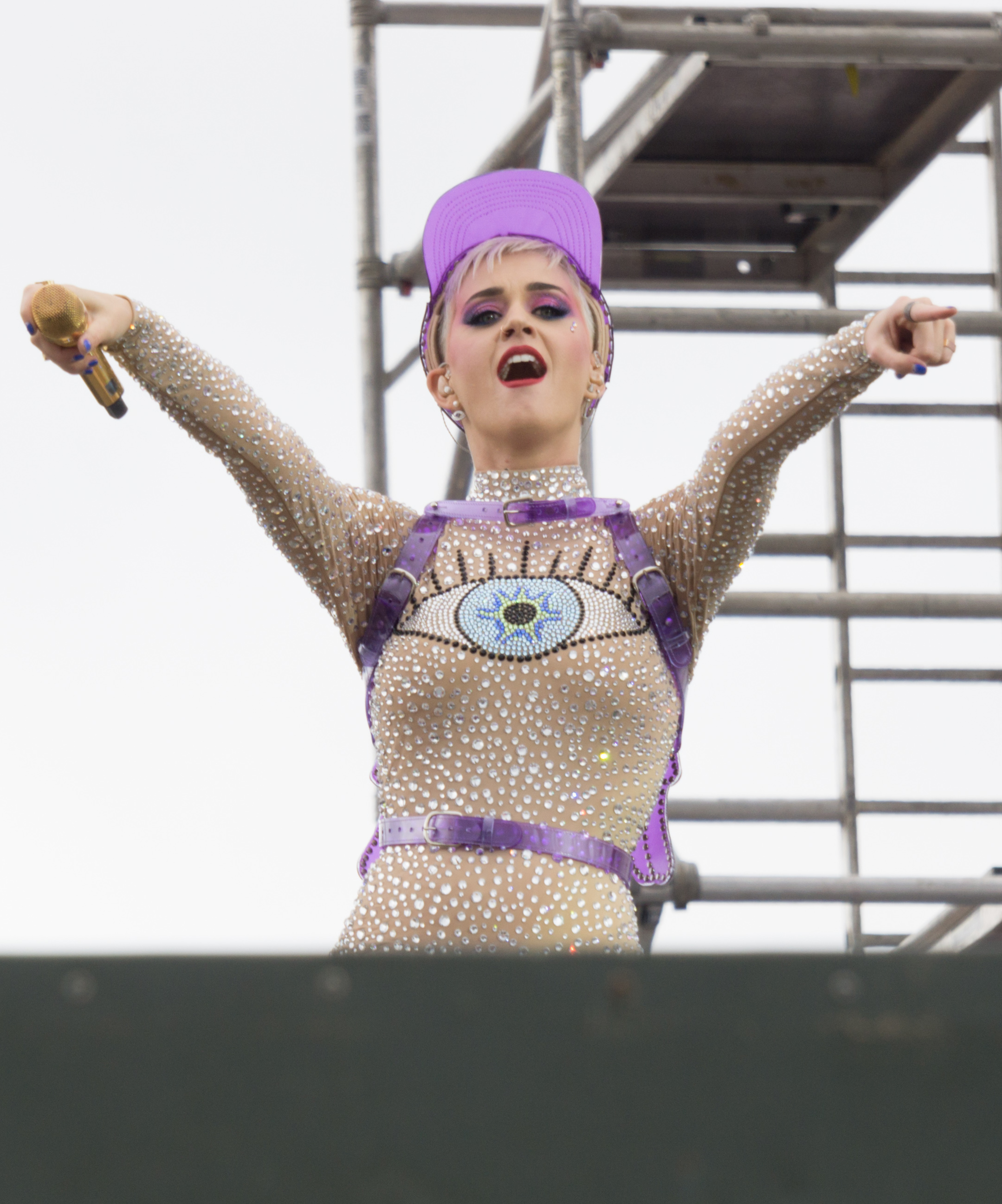
Katy Perry teve a maior estreia no primeiro posto, com "Roar" comercializando 557 mil unidades na sua semana de lançamento.

A seguir apresenta-se a lista das canções digitais que alcançaram o número um nos Estados Unidos no ano de 2013. A Hot Digital Songs é uma tabela musical que classifica os singles mais vendidos em lojas digitais nos Estados Unidos, e é publicada semanalmente pela revista Billboard, com os seus dados recolhidos pelo sistema de mediação de vendas Nielsen SoundScan. Em 2013, quinze canções atingiram o primeiro posto da Hot Digital Songs. Contudo, duas delas — "I Knew You Were Trouble." de Taylor Swift, e "Locked Out of Heaven" de Bruno Mars — iniciaram a sua corrida no topo no ano anterior e foram, portanto, excluídas.
O ano abriu com o single "Thrift Shop" (2012), de Macklemore e Ryan Lewis com participação do rapper Wanz, na publicação de 26 de Janeiro, e terminou com "Timber" (2013), do rapper Pitbull com participação de Kesha, a 18 de Janeiro de 2014. Neste ano, sete artistas conseguiram posicionar uma canção no número um pela primeira vez. Eles são: Macklemore, Ryan Lewis, Wanz, Robin Thicke, Pharrell, Lorde, e a banda A Great Big World. As canções que por mais tempo ocuparam a primeira posição da tabela foram "Thrift Shop" e "Blurred Lines", tendo ambas permanecido no topo por dez semanas, sendo que as da última foram interrompidas (8 semanas + 2 semanas). Quatro singles ocuparam a primeira colocação por apenas uma semana: "When I Was Your Man" (2013) de Bruno Mars, "Best Song Ever" (2013) de One Direction, "Wrecking Ball" (2013) de Miley Cyrus, e "Rap God" de Eminem. Destas quatro, apenas as três últimas estrearam no topo.
A maior venda semanal de 2013 foi de "I Knew You Were Trouble.", que comercializou 582 mil exemplares na semana de 12 de Janeiro. A maior estreia do ano foi de "Roar", da cantora Katy Perry, que vendeu 557 mil unidades na sua semana de lançamento. "Roar" teve também a segunda maior venda semanal do ano. A menor venda do ano pertence a "Say Something", de A Great Big World com participação de Christina Aguilera, que expediu apenas 189 mil cópias na semana de 23 de Novembro. Dois artistas conseguiram posicionar mais de uma canção no número um, sendo eles: Eminem e o duo Macklemore e Ryan Lewis. "Rap God" estreou na primeira posição a 2 de Novembro, e "The Monster", com participação de Rihanna, fez o mesmo duas semanas depois. "Thrift Shop" atingiu a posição de pico na semana de 26 de Janeiro, e "Can't Hold Us", com participação de Ray Dalton, repetiu essa façanha a 11 de Maio.

## Histórico

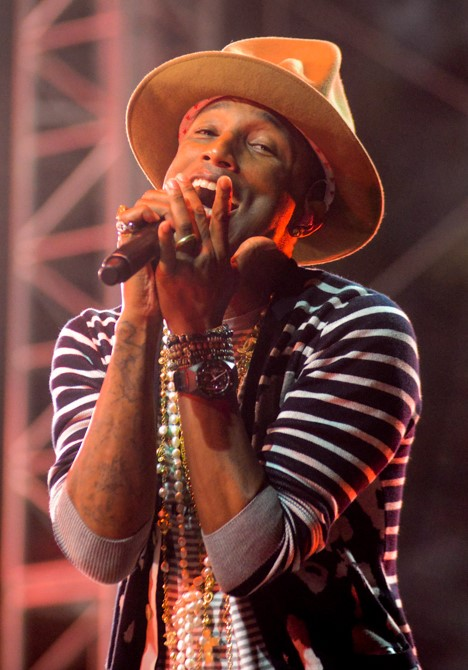
Em 2013, o cantor Pharrell Williams alcançou o primeiro posto da Hot Digital Songs pela primeira vez com o êxito "Blurred Lines", na qual é um artista convidado.

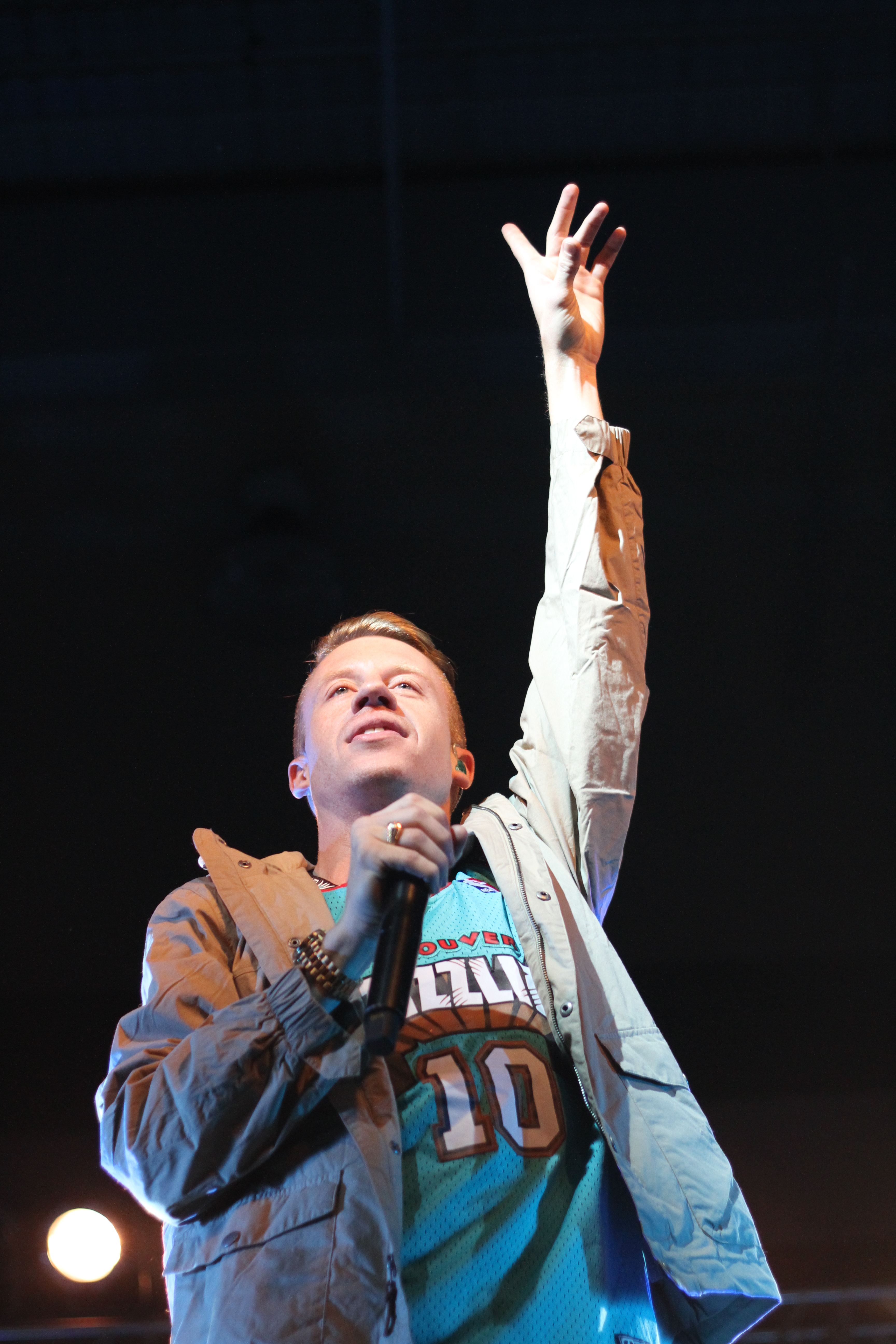
"Thrift Shop", do duo Macklemore (imagem) e Ryan Lewis, foi o single mais bem-sucedido de 2013, tendo ocupado o primeiro posto da tabela por 10 semanas consecutivas.

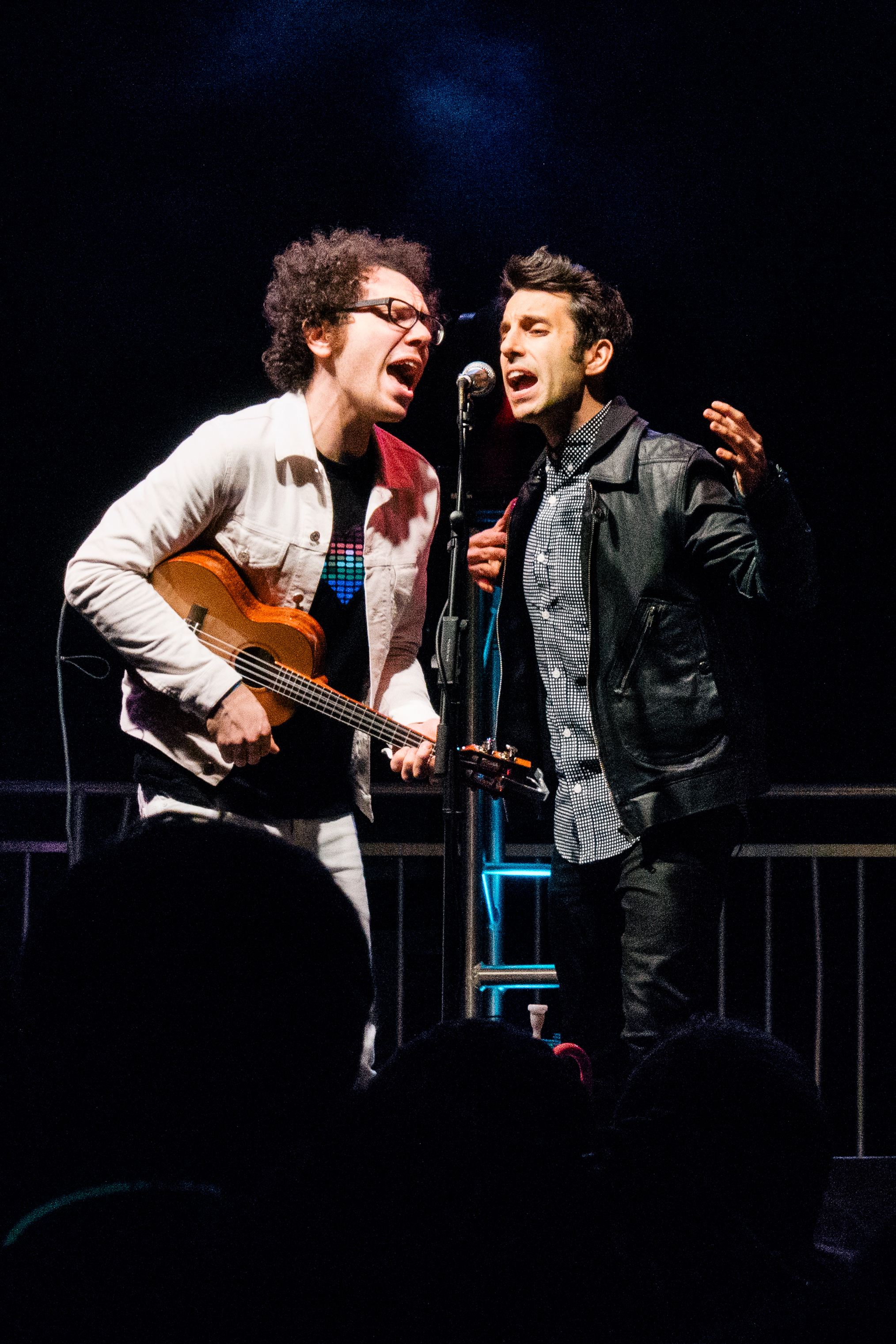
"Say Something", da banda A Great Big World (imagem) com participação de Christina Aguilera, teve a menor venda semanal do ano. Além disso, foi a primeira canção da banda a alcançar o primeiro posto da tabela musical.

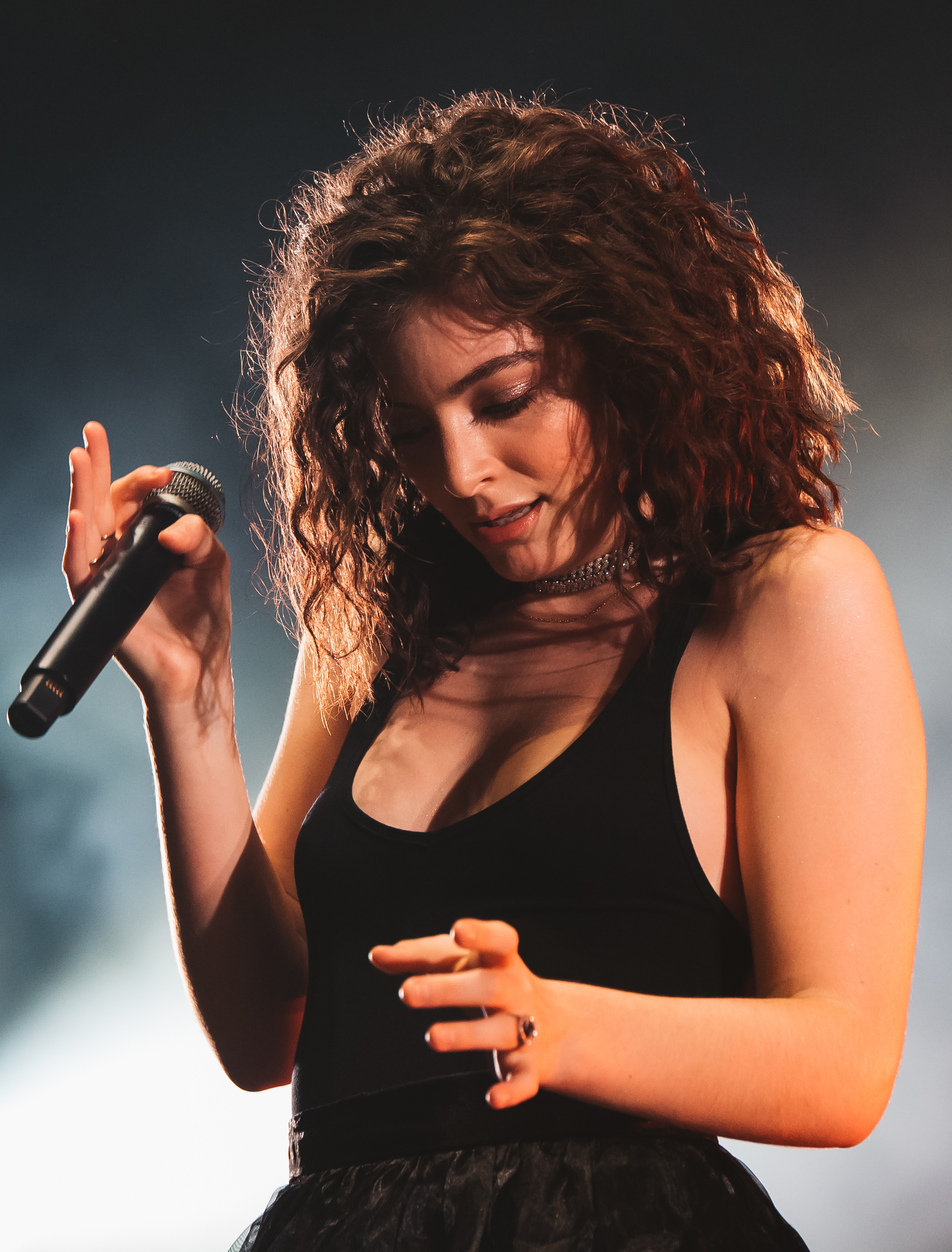
A cantora neo-zelandeza Lorde alcançou o número um da tabela musical com "Royals", o seu single de estreia.

|  | Denota o single com o melhor desempenho do ano. |

| Data            | Canção                     | Artista(s)                                             | Vendas (em milhares) | Ref.   |
| --------------- | -------------------------- | ------------------------------------------------------ | -------------------- | ------ |
| 5 de Janeiro    | "Locked Out of Heaven"     | Bruno Mars                                             | 226                  | [ 2 ]  |
| 12 de Janeiro   | "I Knew You Were Trouble." | Taylor Swift                                           | 582                  | [ 3 ]  |
| 19 de Janeiro   | "I Knew You Were Trouble." | Taylor Swift                                           | 326                  | [ 4 ]  |
| 26 de Janeiro   | "Thrift Shop"              | Macklemore e Ryan Lewis com participação de Wanz       | 279                  | [ 5 ]  |
| 2 de Fevereiro  | "Thrift Shop"              | Macklemore e Ryan Lewis com participação de Wanz       | 341                  | [ 6 ]  |
| 9 de Fevereiro  | "Thrift Shop"              | Macklemore e Ryan Lewis com participação de Wanz       | 357                  | [ 7 ]  |
| 16 de Fevereiro | "Thrift Shop"              | Macklemore e Ryan Lewis com participação de Wanz       | 381                  | [ 8 ]  |
| 23 de Fevereiro | "Thrift Shop"              | Macklemore e Ryan Lewis com participação de Wanz       | 389                  | [ 9 ]  |
| 2 de Março      | "Thrift Shop"              | Macklemore e Ryan Lewis com participação de Wanz       | 412                  | [ 10 ] |
| 9 de Março      | "Thrift Shop"              | Macklemore e Ryan Lewis com participação de Wanz       | 363                  | [ 11 ] |
| 16 de Março     | "Thrift Shop"              | Macklemore e Ryan Lewis com participação de Wanz       | 326                  | [ 12 ] |
| 23 de Março     | "Thrift Shop"              | Macklemore e Ryan Lewis com participação de Wanz       | 306                  | [ 13 ] |
| 30 de Março     | "Thrift Shop"              | Macklemore e Ryan Lewis com participação de Wanz       | 270                  | [ 14 ] |
| 6 de Abril      | "Just Give Me a Reason"    | P!nk com participação de Nate Ruess                    | 241                  | [ 15 ] |
| 13 de Abril     | "Just Give Me a Reason"    | P!nk com participação de Nate Ruess                    | 286                  | [ 16 ] |
| 20 de Abril     | "When I Was Your Man"      | Bruno Mars                                             | 340                  | [ 17 ] |
| 27 de Abril     | "Just Give Me a Reason"    | P!nk com participação de Nate Ruess                    | 283                  | [ 18 ] |
| 4 de Maio       | "Just Give Me a Reason"    | P!nk com participação de Nate Ruess                    | 262                  | [ 19 ] |
| 11 de Maio      | "Can't Hold Us"            | Macklemore e Ryan Lewis com participação de Ray Dalton | 259                  | [ 20 ] |
| 18 de Maio      | "Can't Hold Us"            | Macklemore e Ryan Lewis com participação de Ray Dalton | 262                  | [ 21 ] |
| 25 de Maio      | "Can't Hold Us"            | Macklemore e Ryan Lewis com participação de Ray Dalton | 241                  | [ 22 ] |
| 1 de Junho      | "Can't Hold Us"            | Macklemore e Ryan Lewis com participação de Ray Dalton | 231                  | [ 23 ] |
| 8 de Junho      | "Can't Hold Us"            | Macklemore e Ryan Lewis com participação de Ray Dalton | 212                  | [ 24 ] |
| 15 de Junho     | "Blurred Lines"            | Robin Thicke com participação de T.I. e Pharrell       | 229                  | [ 25 ] |
| 22 de Junho     | "Blurred Lines"            | Robin Thicke com participação de T.I. e Pharrell       | 315                  | [ 26 ] |
| 29 de Junho     | "Blurred Lines"            | Robin Thicke com participação de T.I. e Pharrell       | 371                  | [ 27 ] |
| 6 de Julho      | "Blurred Lines"            | Robin Thicke com participação de T.I. e Pharrell       | 424                  | [ 28 ] |
| 13 de Julho     | "Blurred Lines"            | Robin Thicke com participação de T.I. e Pharrell       | 423                  | [ 29 ] |
| 20 de Julho     | "Blurred Lines"            | Robin Thicke com participação de T.I. e Pharrell       | 423                  | [ 30 ] |
| 27 de Julho     | "Blurred Lines"            | Robin Thicke com participação de T.I. e Pharrell       | 384                  | [ 31 ] |
| 3 de Agosto     | "Blurred Lines"            | Robin Thicke com participação de T.I. e Pharrell       | 340                  | [ 32 ] |
| 10 de Agosto    | "Best Song Ever"           | One Direction                                          | 322                  | [ 33 ] |
| 17 de Agosto    | "Blurred Lines"            | Robin Thicke com participação de T.I. e Pharrell       | 405                  | [ 34 ] |
| 24 de Agosto    | "Blurred Lines"            | Robin Thicke com participação de T.I. e Pharrell       | 346                  | [ 35 ] |
| 31 de Agosto    | "Roar"                     | Katy Perry                                             | 557                  | [ 36 ] |
| 7 de Setembro   | "Roar"                     | Katy Perry                                             | 392                  | [ 37 ] |
| 14 de Setembro  | "Roar"                     | Katy Perry                                             | 448                  | [ 38 ] |
| 21 de Setembro  | "Roar"                     | Katy Perry                                             | 373                  | [ 39 ] |
| 28 de Setembro  | "Wrecking Ball"            | Miley Cyrus                                            | 477                  | [ 40 ] |
| 5 de Outubro    | "Royals"                   | Lorde                                                  | 307                  | [ 41 ] |
| 12 de Outubro   | "Royals"                   | Lorde                                                  | 294                  | [ 42 ] |
| 19 de Outubro   | "Royals"                   | Lorde                                                  | 309                  | [ 43 ] |
| 26 de Outubro   | "Royals"                   | Lorde                                                  | 294                  | [ 44 ] |
| 2 de Novembro   | "Rap God"                  | Eminem                                                 | 270                  | [ 45 ] |
| 9 de Novembro   | "Royals"                   | Lorde                                                  | 222                  | [ 46 ] |
| 16 de Novembro  | "The Monster"              | Eminem com participação de Rihanna                     | 373                  | [ 47 ] |
| 23 de Novembro  | "Say Something"            | A Great Big World e Christina Aguilera                 | 189                  | [ 48 ] |
| 30 de Novembro  | "The Monster"              | Eminem com participação de Rihanna                     | 243                  | [ 49 ] |
| 7 de Dezembro   | "The Monster"              | Eminem com participação de Rihanna                     | 241                  | [ 50 ] |
| 14 de Dezembro  | "Timber"                   | Pitbull com participação de Kesha                      | 237                  | [ 51 ] |
| 21 de Dezembro  | "Timber"                   | Pitbull com participação de Kesha                      | 193                  | [ 52 ] |
| 28 de Dezembro  | "Say Something"            | A Great Big World e Christina Aguilera                 | 233                  | [ 53 ] |